# Leptokurticité
La leptokurticité, mot composé du grec ancien λεπτός / leptós, « pelé, mince, ténu » et grec moderne : κυρτός / kurtos, « courbé, voûté, bombé », littéralement « une voute mince », désigne une famille de loi de probabilité de variables aléatoires dont la queue est plus lourde et le sommet plus pointu que la loi normale.

## Définition

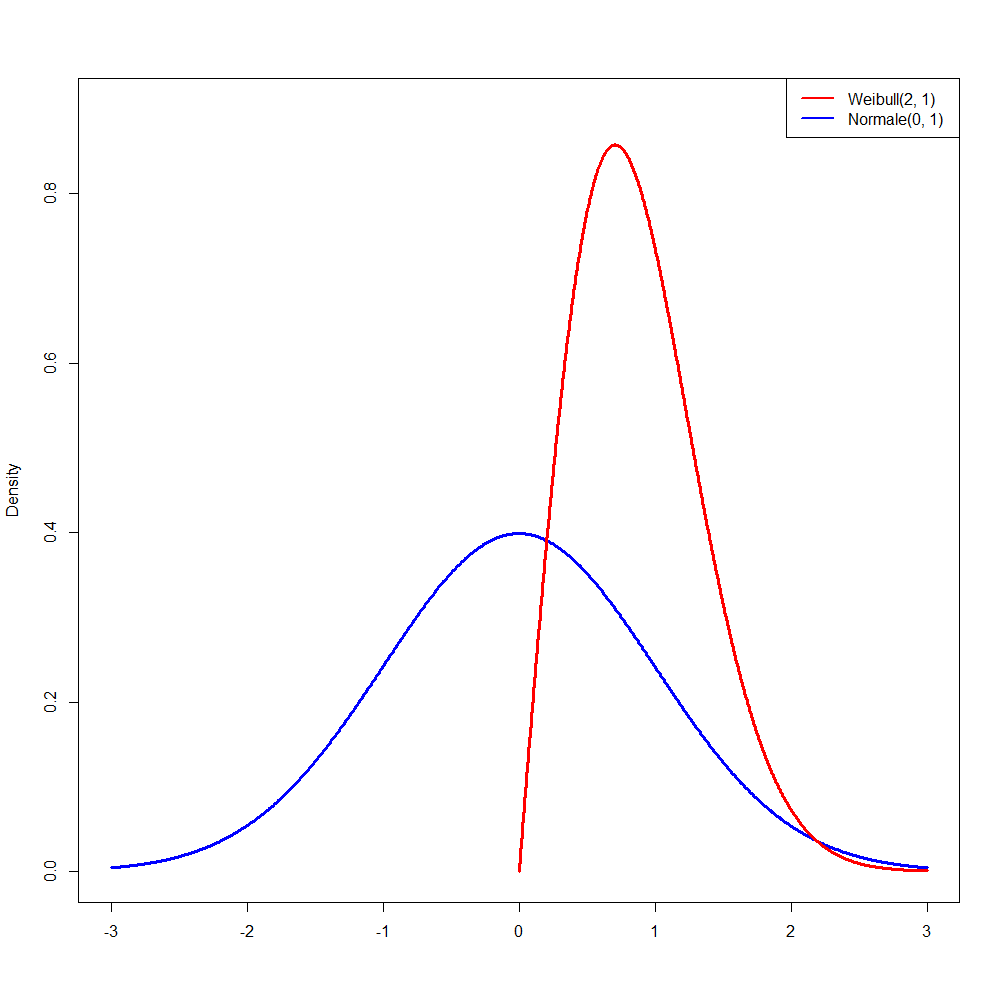
Représentation d'une loi Normale et d'une loi de Weibull. La loi de Weibull présente de la leptokurdicité.

Dans une distribution présentant de la leptokurticité, les queues de la distribution sont plus lourdes par rapport à une distribution normale. Cela indique une probabilité plus élevée d'événements extrêmes. Aussi, le sommet de la distribution est plus élevé. Ceci indique qu'une plus grande part des valeurs générées par une telle loi est proche de la moyenne que dans une distribution normale.
Dans la pratique, une distribution est considérée comme présentant de la leptokurticité si sa kurtosis est supérieure à 3 selon la formule suivante :
{\displaystyle {\textrm {Kurt}}[X]=\mathbb {E} \left[\left({\frac {X-\mu }{\sigma }}\right)^{4}\right]>3},
avec {\displaystyle X} une variable aléatoire, {\displaystyle \mu } la moyenne de {\displaystyle X}, et {\displaystyle \sigma } son écart-type.

## Économie
L'un des aspects complexes des marchés financiers est le caractère non-normal, c’est-à-dire non gaussien, de ses distributions. La leptokurticité est souvent utilisée pour qualifier la distribution des rentabilités boursières notamment.
Cette loi de probabilité correspond bien avec ce que l'on observe dans la réalité sur le marché des actions.